# Mezzane (Calvisano)
Mezzane è una frazione del comune di Calvisano, in provincia di Brescia, nella regione Lombardia.

## Geografia fisica
Si trova ad est della sede comunale, sulla strada per Carpenedolo, ad un'altezza di circa 66 metri sul livello del mare.

## Monumenti e luoghi d'interesse
- Chiesa di santa Maria nascente, del XV secolo
- Palazzo Averoldi: edificio del Cinquecento con facciata a portico di sette campate[2].
- Villa Brognoli: edificio del Seicento con pianta a L con portico interno a quattro arcate[2].
- Artigianpiada